# カルヤラ (伝統州)

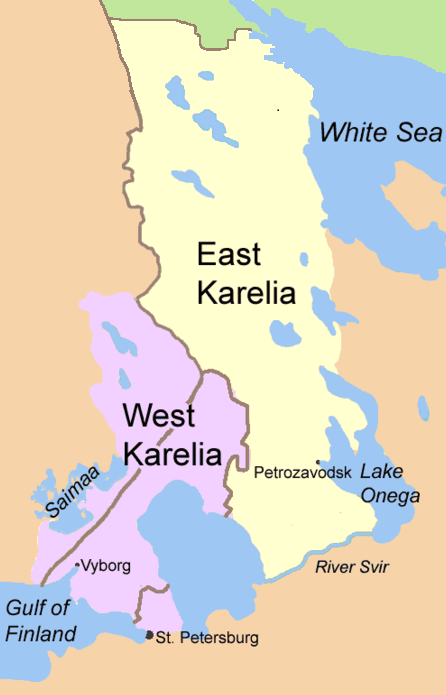
ピンク色の地域が西カレリア

カルヤラ、もしくはカルヤラ州（カルヤラしゅう、フィンランド語: Karjala、スウェーデン語: Karelen）は、フィンランドの伝統州。また、英名のKareliaから、カレリア、カレリア州と呼ばれることが多い。更に、ロシア側の東カレリア（ロシアン・カレリア）に対して、西カレリアやフィンニッシュ・カレリアと呼ばれる地域もほぼ同一の地域を示す。ただし現在、西カレリアの地域の北西はフィンランド領であるが、南東はロシア領である。この西カレリアの地域は、2千年紀の間、支配、宗教、政治において西洋の影響下にあった。東カレリアはノヴゴロド公国によって支配されており、その後もその後継国によって支配されており、西カレリアとは分かれていた。
カルヤラは、北でポフヤンマー、西側の大部分でサヴォ、南西の一部でハメ、ウーシマーの各伝統州と接している。また東側でロシアと接し、南側でフィンランド湾に面している。

## 歴史・行政
カレリア#歴史も参照

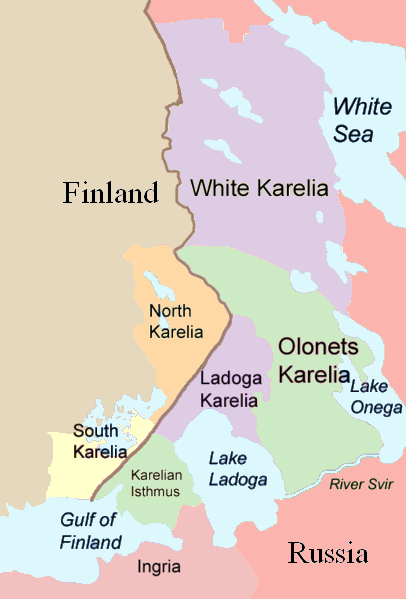
カレリアの各地域

この項では、フィンランドの伝統州（フィンランド領カレリア）やフィンランドの地方行政区画の場合はカルヤラと表記、それ以外の地域名などではカルヤラではなく、カレリアと表記する。
13世紀の間、カレリアはまだ分割されておらず、スウェーデンとノヴゴロド公国の間で奪い合いが行われていた。ロシアの年代史によれば、カレリア地域は12世紀頃までは、ノヴゴロド公国の領土であったっとされる。トルケル・クヌットソン元帥に率いられた第3次スウェーデン十字軍が、1293年から1295年の間駐留し、その結果、カレリア西部をスウェーデンの統治下に置き、ヴィープリ城が築かれた。
1300年、スウェーデン軍がネヴァ川の河口に攻撃を行い、現在のサンクトペテルブルク近くに砦を築くなどしており、交戦が続いていた。その後、この砦はノヴゴロド公国によって破壊された。その後もしばしば交戦が起こるなど不安定な時代が続き、1331年から1332年にはスウェーデンとノヴゴロド公国の間で折衝が行われ、ノーテボリ条約が結ばれた。この条約は、スウェーデンとノヴゴロド公国の間の国境を初めて定めた条約となった。スウェーデンは、ヴィープリ周辺やカレリア地峡西部、南カレリアを取得した。一方、ノヴゴロド公国は、カレリア地峡東部、イングリア、ラドガ・カレリア、北カレリアを取得した。
1617年には、スウェーデンがロシア・ツァーリ国から、カレリア地峡東部、ラドガ・カレリア、北カレリアを征服する。1634年に、スウェーデン統治下のフィンランドで、新しい地方行政区画が導入され、ノーテボリ条約でスウェーデン側に分割された地域とサヴォの地域で、カルヤラ州（スウェーデン名：カレーレン県）、ロシア・ツァーリ国より併合された地域がカキサルミ州（スウェーデン名：ケックスホルム県）となった。その後、カルヤラ州はヴィープリ州（スウェーデン名：ヴィボリ県）とサヴォンリンナ州（スウェーデン名：ニュースロット県）に分割されるも、短期間で再統合しヴィープリ・サヴォンリンナ州（スウェーデン名：ヴィボリ・ニュースロット県）となった。
大北方戦争の結果、1721年にニスタット条約が結ばれ、カキサルミ州東部とヴィープリ・サヴォンリンナ州南東部がロシア帝国に割譲される。そして、この2州の残った地域でサヴォンリンナ・キュメンカルタノ州（スウェーデン名：キュメネゴルド・ニュースロット県）が発足した。更に、ハット党戦争の結果、サヴォンリンナ・キュメンカルタノ州南東部がロシア帝国に割譲され、キュメンカルタノ・サヴォ州が発足した。この時点で、カルヤラの地域は北部を除いて、ほぼロシア帝国領となっていた。
1809年にフィンランドはスウェーデンからロシア帝国に割譲され、フィンランド大公国が建国される。更に1812年に、ヴィープリ州がロシア帝国からフィンランド大公国に割譲され、カルヤラの地域がフィンランド領に復帰した。しかし、1939年に勃発した冬戦争の結果、1940年にカルヤラの大部分はソヴィエト連邦に割譲される。この割譲による国境は1721年のものとよく似ていた。その直後、継続戦争が勃発し、フィンランドは一時カルヤラの地域を奪還するも、1944年にソヴィエト連邦に占領され、結果、現在のフィンランド領に残るカルヤラの地域以外のカルヤラはソヴィエト連邦に割譲された。フィンランド側に残されたカルヤラの地域は、北がクオピオ州、南が新たに発足したキュミ州の管轄となった。その後、1997年の州の再編によって、カルヤラ北部は東スオミ州、カルヤラ南部は南スオミ州の管轄となった。その後、2010年1月1日にフィンランド全州が廃止され、カルヤラの地域は、北カルヤラ県、南カルヤラ県の県域となっている。また、カルヤラ北部の極一部地域が北サヴォ県、カルヤラ南部の極一部地域が南サヴォ県とキュメンラークソ県の県域にある。

## 住民
歴史的に、伝統州のカルヤラの住民はカレリアンとして知られていた。ただし、同名で混乱しやすいのだが、こちらのカレリアンは、東カレリアに多くが居住するカレリアンとは近い関係ではあるが、別個の民族グループである。以下フィンランド側のカレリアンをフィンニッシュ・カレリアンと表記する。フィンニッシュ・カレリアンには、現在、北カルヤラ県、南カルヤラ県の住民と、ソヴィエト連邦への割譲から避難してきた人々が含まれる。現在、カルヤラの地域には、約35万人の住民がいる。また、ソヴィエトへの割譲の際に避難してきたフィンニッシュ・カレリアンは40万人にのぼり、フィンランド各地に居住している（この避難民は、1939年から1944年の冬戦争及び継続戦争の結果によるものであり、フィンランドの公式統計によると避難民は合計で41万5000人となっている。また、割譲の際に避難せずソヴィエト連邦側に残ったフィンニッシュ・カレリアンの数は5000人となっている。） 。
このフィンニッシュ・カレリアンは、フィン人の地域的、文化的サブグループであると考えられている。彼らは、フィンランド語の東部、もしくは南東部の方言を話す。フィンニッシュ・カレリアンの中には、東カレリアにルーツを持つ者もいるが、第二次世界大戦後には、彼らは言語的にも文化的にもフィン人に近い関係となった。しかしながら、通常の地域では東カレリアにルーツを持つフィンニッシュ・カレリアンが多く、特に北カルヤラ県では顕著である。フィンニッシュ・カレリアンの間では、主にルター派の人々が主流である。

## 著名なカレリアン
- マルッティ・アハティサーリ
- リーッタ・ウオスカイネン
- ヨハネス・ヴィロライネン
- ヴェイヨ・メリ
- マサ・ニエミ
- ツォーマス・ホロパイネン
- ターヤ・トゥルネン
- ヨウニ・ヒュニュネン